# Commissie van Advies inzake de natuurmonumenten van het Staatsbosbeheer
De Commissie van Advies inzake de natuurmonumenten van het Staatsbosbeheer was een Nederlandse wetenschappelijke adviescommissie voor natuurbescherming die tussen 1928 en 1946 heeft bestaan.

## Ontstaan
De behoefte aan zo’n commissie ontstond toen in 1928 Staatsbosbeheer een nadrukkelijke taak kreeg op het gebied van natuurbescherming. In 1929 werd bovendien aangekondigd dat er naast de Natuurschoonwet ook een Natuurbeschermingswet zou komen. Georganiseerde wetenschappelijke advisering over natuur, landschap en natuurbescherming werd vanaf dat moment van belang geacht. E.D. van Dissel, directeur van het Staatsbosbeheer, nam contact op met de voorzitter van de Nederlandse Botanische Vereniging, prof. dr. Theodorus Weevers en vervolgens met de verantwoordelijke minister met het verzoek adviseurs aan te wijzen om te kunnen bepalen welke terreinen van ‘’bijzondere botanische, zoölogische of andere waarde’’ buiten de ontginningen konden worden gehouden.

## Samenstelling en taak
Van Dissel stelde voor aan de voorzitters van de Botanische, Ornithologische en Geologische Verenigingen te vragen wie daarvoor in aanmerking zou kunnen komen. Deze voorzitters wezen als adviseurs aan prof. dr. Th. Weevers, dr. G.J. van Oordt en prof. dr. H.A. Brouwer. De taak van de adviseurs was om terreinen aan te wijzen die de status van natuurreservaat verdienden en te adviseren over het beheer van deze gebieden. Later werd, ondanks aarzelingen van de andere leden van de commissie over zijn wetenschappelijk niveau, Jac. P. Thijsse toegevoegd, en als plaatsvervangend lid voor Weevers, dr. W.C. de Leeuw.
In 1934 kreeg de commissie een officiële naam: 'Commissie van Advies inzake de natuurmonumenten van het Staatsbosbeheer'. Informeel heette de commissie echter Commissie Weevers. Wegens gezondheidsredenen verliet Thijsse in 1937 de commissie; hij werd opgevolgd door Gerrit A. Brouwer. Ook dr. G. Kruseman en in 1943 M.F. Mörzer Bruijns werden plaatsvervangend lid.

## Overgang en einde
In 1944 ging de commissie over van het Departement van Landbouw en Visserij naar dat van Opvoeding, Wetenschap en Cultuurbescherming.
Twee jaar later, in 1946, werd de commissie opgeheven omdat toen de Voorlopige Natuurbeschermingsraad werd ingesteld, die de taken van de commissie op zich zou nemen. Deze raad stelde echter meteen een nieuwe commissie in, in feite een voortzetting van de adviescommissie, onder de naam Commissie Wetenschappelijke Natuurbescherming, later aangeduid als  Natuurwetenschappelijke Commissie van de Voorlopige Natuurbeschermingsraad.